# پایایی بوم‌شناختی
پایایی بوم‌شناختی (به انگلیسی: Ecological stability)، به اکوسیستمی گفته می‌شود که دارای پایایی، ثبات (یا تعادل) بوم‌شناختی است اگر بتواند پس از یک آشفتگی به حالت تعادل خود بازگردد (ظرفیتی که به عنوان تاب‌آوری بوم‌شناختی شناخته می‌شود) یا تغییرهای بزرگ غیرمنتظره‌ای را در ویژگی‌های خود در طول زمان تجربه نکند. اگرچه دو اصطلاح پایایی جامعه و پایایی بوم‌شناختی گاهی به جای یکدیگر استفاده می‌شوند، پایایی جامعه تنها به ویژگی‌های جوامع اشاره دارد. ممکن است یک اکوسیستم یا یک جامعه در برخی از ویژگی‌های خود پایدار و در برخی دیگر ناپایدار باشد. به عنوان مثال، یک جامعه گیاهی در پاسخ به خشکسالی ممکن است زیست‌توده را حفظ کند اما تنوع زیستی را از دست بدهد.